# Millennial Lithium
Millennial Lithium（TSX：ML）是一間從事鋰開採公司，總部設在加拿大，在阿根廷持有鋰礦。
2021年7月，贛鋒鋰業提出以3.53億加元，每股作價3.60加元，收購Millennial Lithium。
2021年9月，Millennial Lithium中止贛鋒鋰業的收購。寧德時代以更佳作價3.77億加元，每股作價3.85加元，收購Millennial Lithium。Millennial Lithium終止與贛鋒原有協議，寧德時代向贛鋒鋰業支付1000萬加元解約費。